# 652 v.Chr.
Het jaar 652 v.Chr. is een jaartal volgens de christelijke jaartelling.

## Gebeurtenissen

### Assyrische Rijk
- Koning Shamash-shum-ukin sluit voor de Assyriërs de poorten van Babylon. Hij probeert met de Feniciërs, Filistijnen, Chaldeeën en Elamieten een verbond te sluiten.
- Koning Assurbanipal begint een burgeroorlog en een drie jaar durende belegering van Babylon. Tijdens het beleg worden de bewoners gedwongen tot kannibalisme.

### Klein-Azië
- De Cimmeriërs verslaan het Phrygische Rijk en trekken op tegen Lydië (huidige Turkije). Ze veroveren de hoofdstad Sardis en vermoorden koning Gyges.[1]
- Koning Ardysus II volgt zijn vader Gyges op als koning van Lydië. (Volgens de Historiën van Herodotus)

## Overleden
- Gyges, koning van Lydië (waarschijnlijke datum)

## Verwijzingen
1. ↑  M. Chahin, The Kingdom of Armenia, 2001 Routledge ISBN 0700714529